# 발레리아 아이젠바르트
발레리아 아이젠바르트(Valeria Eisenbart, 1998년 ~ )는 독일의 배우이다.

## 출연 작품
- 해적왕의 황금나침반 (2014)
- 더 페이머스 파이브 2 (2013)
- 페이머스 파이브: 키린섬의 비밀 (2012)
- 바이킹 비키의 보물 탐험 (2011)
- 히어 컴즈 롤라 (2010)
- 샌드맨과 꿈나라 모험 (2010)
- 더 도어 (2009)